# Alarije

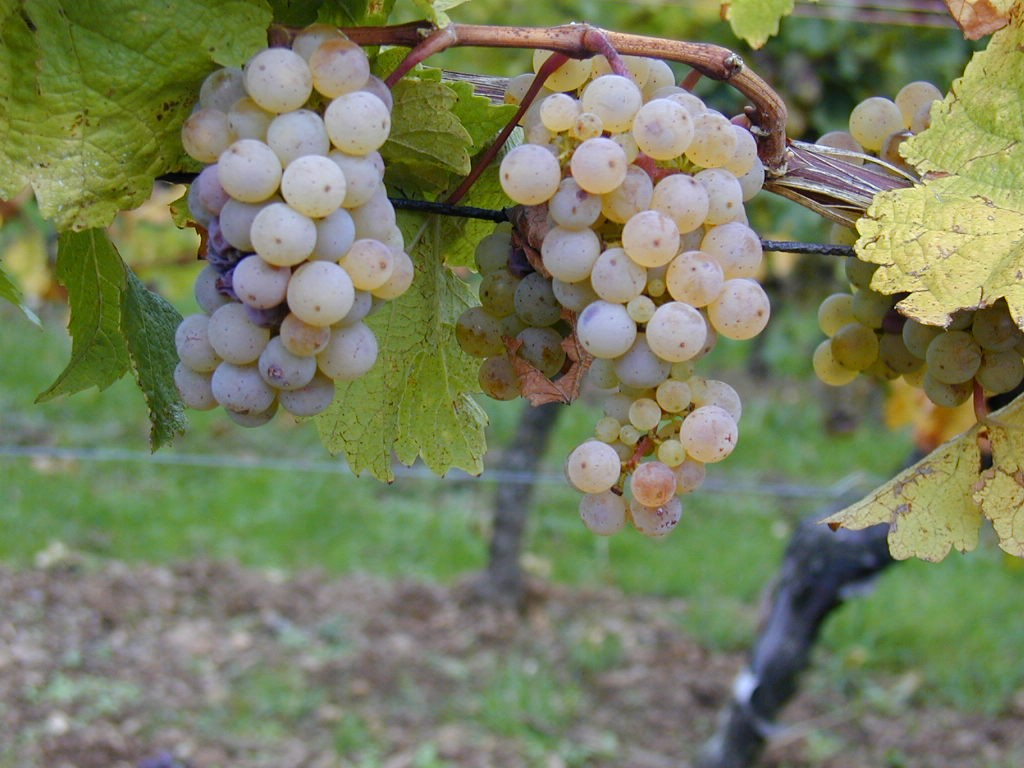
Wit druivenras

De Alarije is een witte druivensoort uit Extremadura, het zuidwesten van Spanje.

## Geschiedenis
Deze druif werd voor het eerst in 1448 genoemd in het manuscript Libro de Oficios van het Real Monasterio de Santa Maria de Guadelupe als de belangrijkste witte druif van het gebied. Alhoewel de Alarije een aantal synoniemen heeft die gebaseerd zijn op de naam Malvasia, is het genetisch totaal verschillend van de echte Malvasia, die voorkomt in andere streken van Spanje, zoals de Malvasía di Lipari en de Malvasía de Lanzarote. In Madrid wordt deze variëteit Torrontés genoemd. Dit is nogal verwarrend, want de Torrontés is de bekende druif uit Argentinië en heeft genetisch niets met de hier besproken druif te maken. DNA-onderzoek heeft recent aangetoond dat deze druif een kruising is tussen twee Spaanse (tafel)druiven en wel de Gibi en de Planta Nova. En aangezien de Gibi een van de ouders is van de Pedro Ximénez, de wereldberoemde druif uit het zuiden van Spanje, waar sherry en ook zoete wijn van wordt gemaakt, zijn deze twee verwanten.

## Gebieden en kenmerken
Deze druif wordt in heel Extremadura verbouwd, maar vooral in Cañamero in het noordwesten van de regio. De totale oppervlakte blijft beperkt tot ongeveer 300 hectare.
Grote, zeer compacte trossen van kleine tot middelgrote druiven met een dikke schil. Laatbloeiend en dus ook laat rijp. De opbrengst is hoog en is bepaald gevoelig voor schimmelinfecties. De kleur van de wijn is geelgroen en oxideert relatief snel, waardoor de kleur verandert naar goudgeel.  

## Synoniemen[1]
- Aceria
- Alarije Dorado
- Alarije Verdoso
- Arin
- Aris
- Barcelones

- Blanca Roja
- Blanco Fino
- Blanquirroja
- Malvasia Blanca
- Malvasia Comun
- Malvasia de Rioja

- Uva de Arroba
- Verdeja
- Villanueva
- Villanuova de la Serena